# Dagens Næringsliv

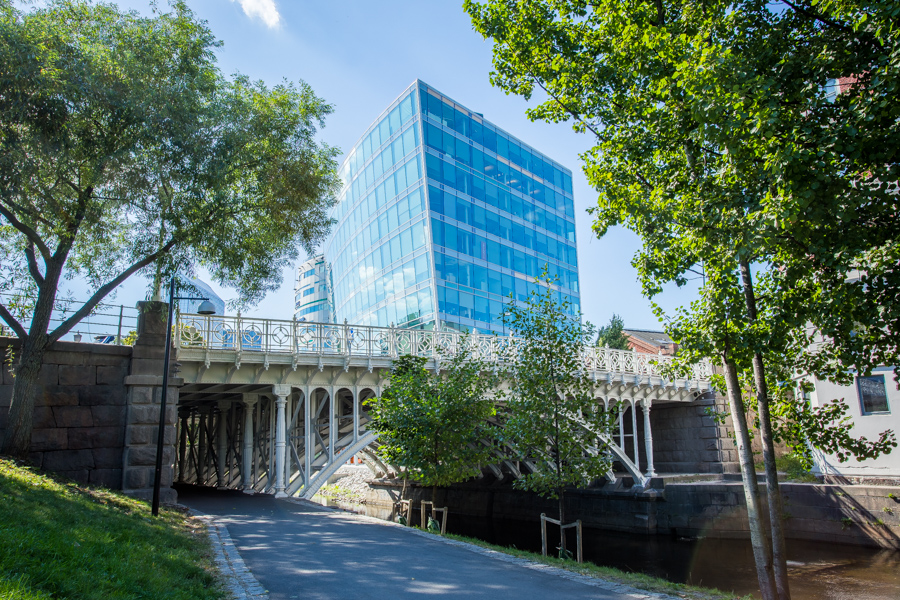
Redaksjonslokalet i Akerselva Atrium. Foto: Tore Sætre

Dagens Næringsliv (DN) är en norsk rikstäckande dagstidning. Tidningen, som utges i Oslo, speglar industri, näringsliv och finanvärld i framförallt Norge. 

## Historia
Tidningen grundades 1889 under namnet Norsk Sjøfartstidende. Första numret kom ut 1 januari 1890 och 1912 ändrades namnet till Norges Handels og Sjøfartstidende, som den hette fram till 1987 då den fick sitt nuvarande namn. En del kallar dock tidningen fortfarande för "Sjøfarten".
Tidningen ägs av koncernen NHST Media Group (Norges Handels og Sjøfartstidende).

## Upplaga
- 2004: 70 515
- 2005: 74 248
- 2006: 76 584
- 2007: 81 391